# Pachyschistochila trispiralis
Pachyschistochila trispiralis är en bladmossart som först beskrevs av Rudolf Mathias Schuster, och fick sitt nu gällande namn av R.M.Schust. et J.J.Engel. Pachyschistochila trispiralis ingår i släktet Pachyschistochila och familjen Schistochilaceae. Inga underarter finns listade i Catalogue of Life.